# Église Saint-Hilaire de La Frédière
L'église Saint-Hilaire est une église située à La Frédière, dans le département français de la Charente-Maritime en région Nouvelle-Aquitaine.

## Historique
L'église est inscrite au titre des monuments historiques par arrêté de 2008.

## Galerie

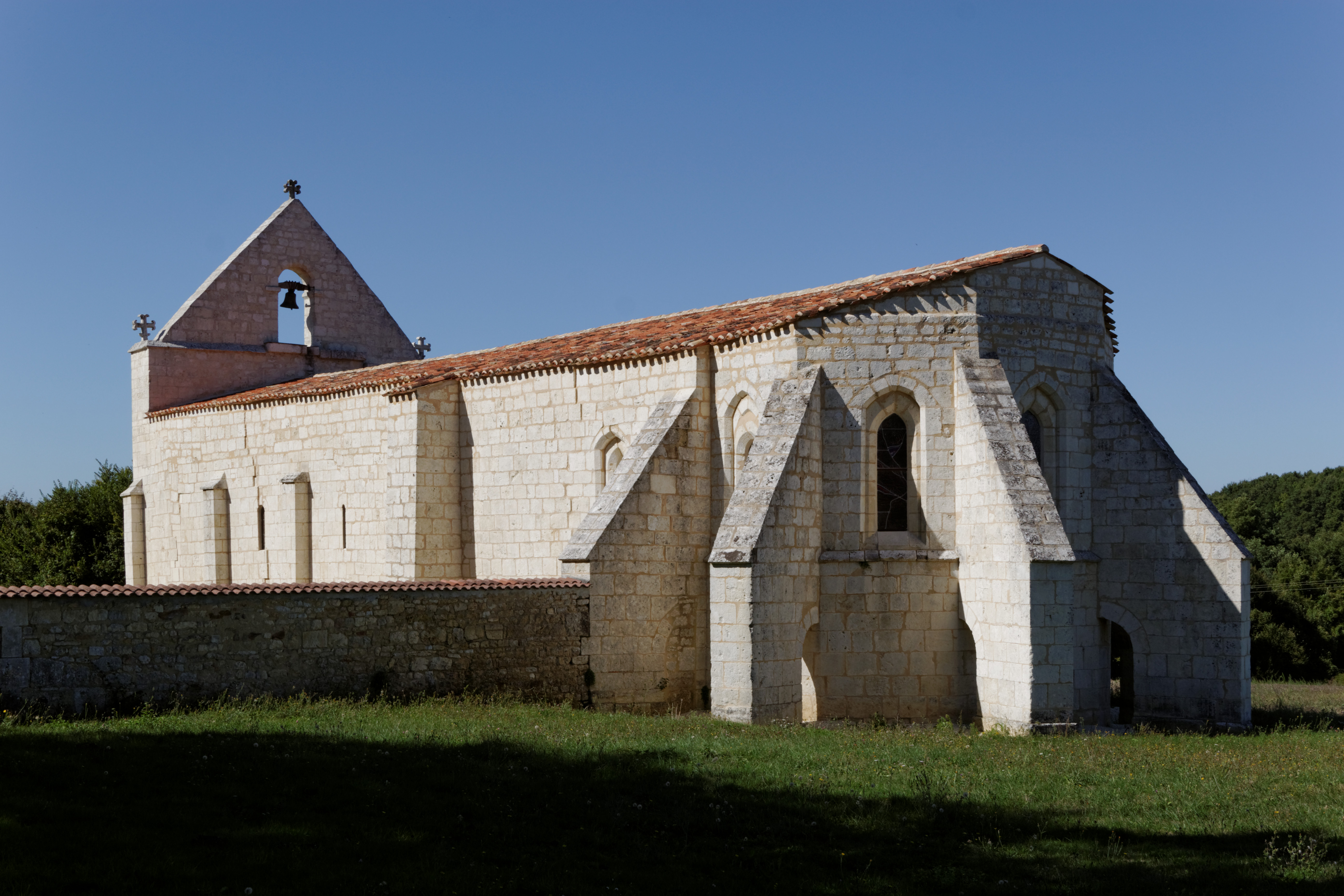